# Andrea Buracchio
Andrea Buracchio (Pescara, 16 agosto 1959) è un politico italiano.

## Biografia
Nato nel 1959 a Pescara, nipote dell'ex sindaco Nicola, ha conseguito la laurea in giurisprudenza all'Università di Teramo nel 1985 ed esercita la professione di avvocato a Chieti. Nel 1984 entra a fare parte del comitato di gestione dell'azienda sanitaria locale.
Ha aderito in giovane età alla Democrazia Cristiana, partito del quale è divenuto segretario giovanile provinciale all'età di ventiquattro anni. Nel 1985 è stato eletto al consiglio comunale teatino e ha ricoperto le cariche di vicesindaco e di assessore alla cultura, al commercio e al turismo. Dal 1987 al 1993 è stato per due mandati sindaco di Chieti, riconfermato nel 1990. È stato l'ultimo sindaco democristiano della città.
In seguito ha aderito all'Unione di Centro, di cui è segretario provinciale dal 2010 e vice-segretario regionale dal 2015. Nel novembre 2023 passa a Forza Italia ed è nominato vice-coordinatore provinciale e coordinatore comunale di Chieti.